# Frank Dundr
Frank Dundr, född den 25 januari 1957 i Sonneberg i Tyskland, är en östtysk roddare.
Han tog OS-guld i scullerfyra i samband med de olympiska roddtävlingarna 1980 i Moskva.